# پیکو دا وارا
پیکو دا وارا (به پرتغالی: Pico da Vara) یک کوه در پرتغال است که در آزور واقع شده‌است. پیکو دا وارا ۱٬۱۰۳ متر بالاتر از سطح دریا واقع شده‌است.